# フォイト

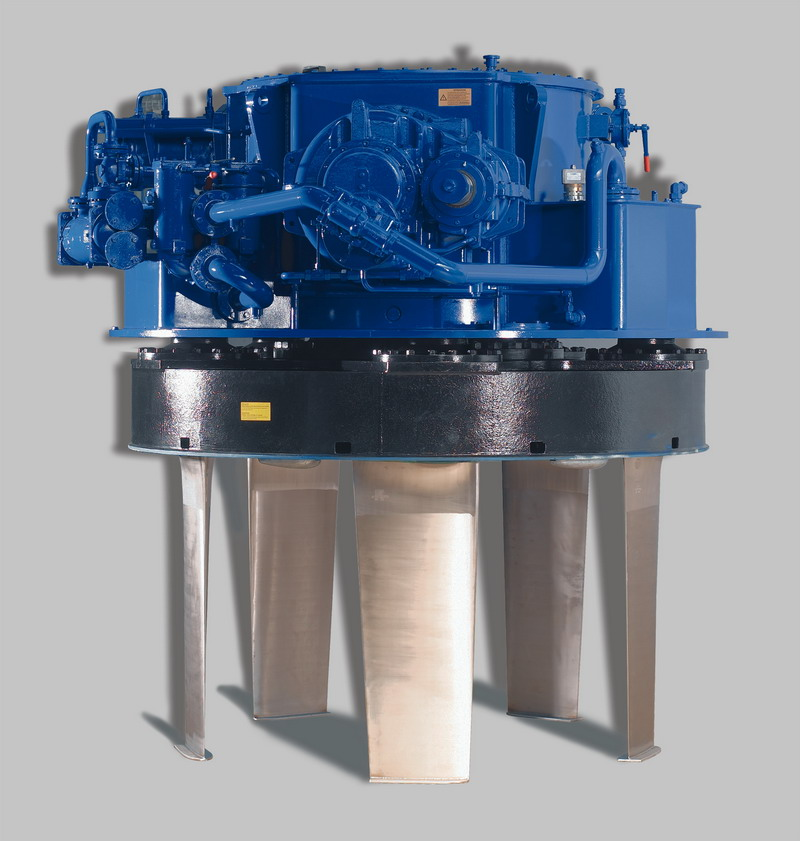
シュナイダープロペラ

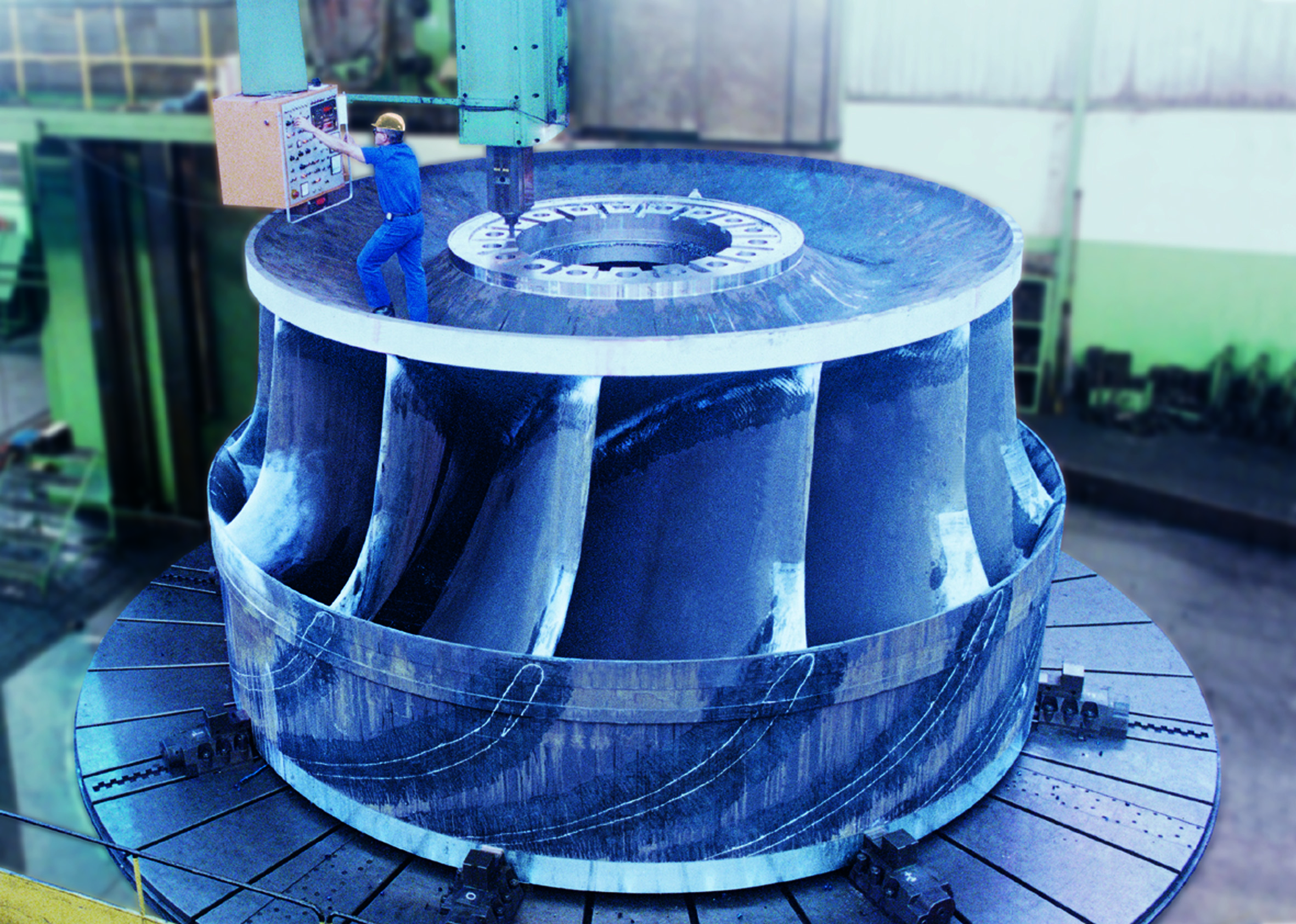
発電用水車

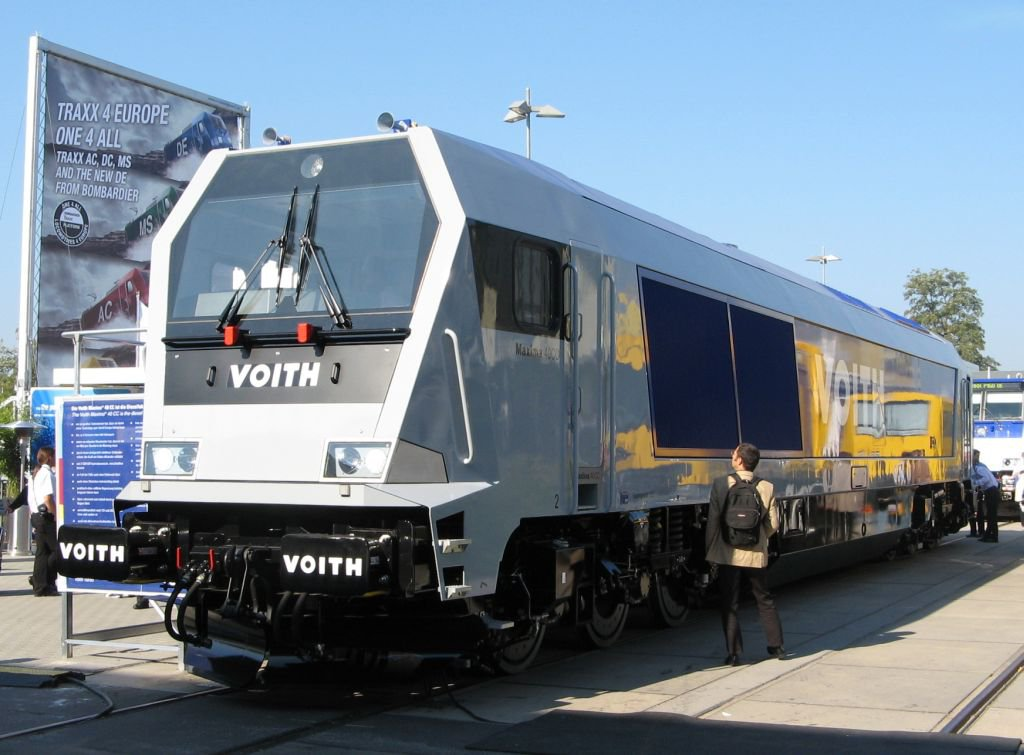
流体式変速機を搭載した機関車Maxima

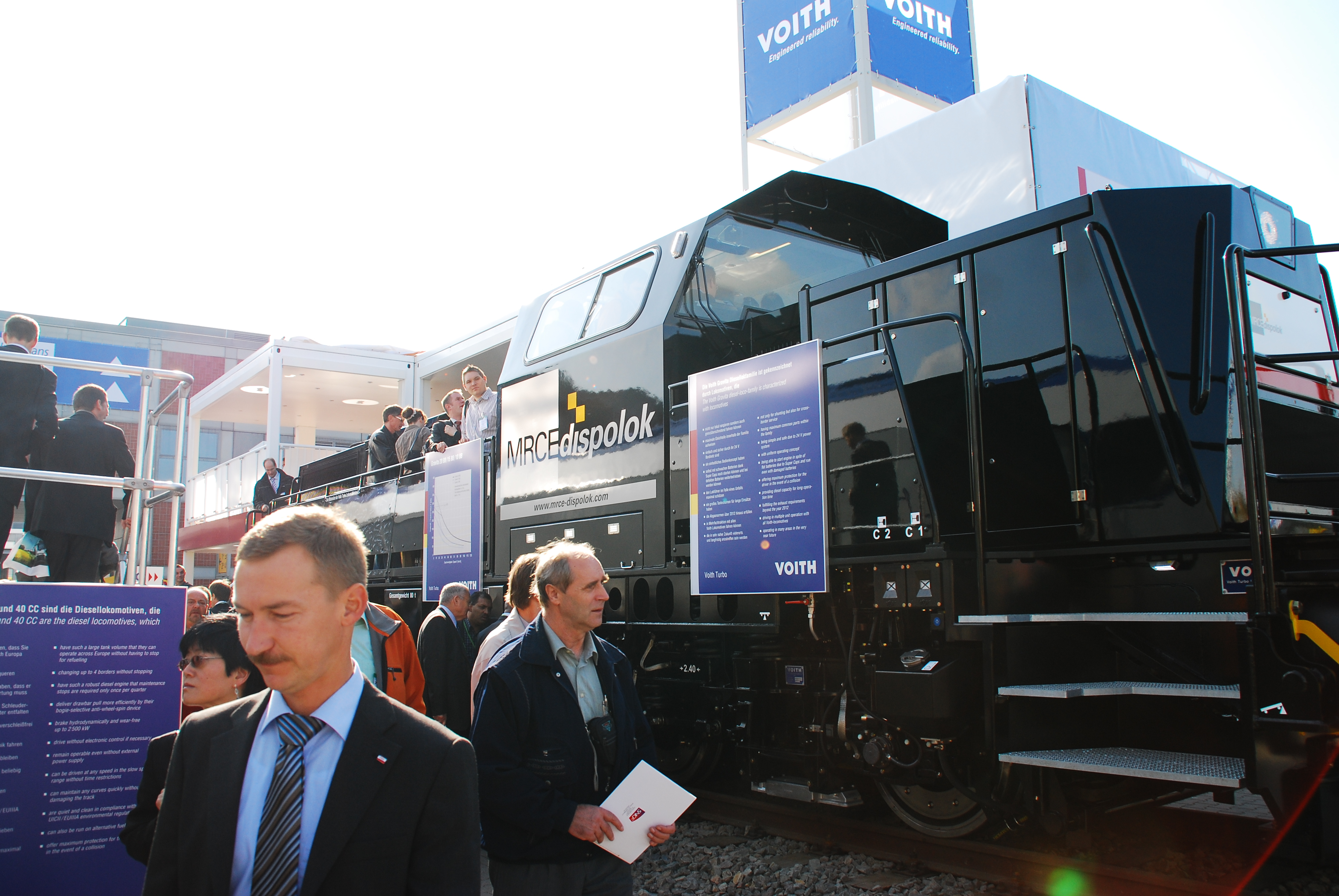
流体式変速機を搭載した機関車Gravita

フォイト（ドイツ語: Voith）は、ドイツに本社を置いて世界規模で活動している同族経営の機械製作会社である。
フォイト・グループは、ドイツ・バーデン＝ヴュルテンベルク州ハイデンハイム・アン・デア・ブレンツに本社を置くフォイトGmbHが率いている。フォイト本社は経営戦略に関する決定を行い、グループの運営全体の責任を負って、関係会社に必要な支援を提供する業務を行っている。フォイトは全世界で4万2000人の従業員を抱えており、そのうち4,200人はハイデンハイムで働いている。2011/2012会計年度では連結決算で57億ユーロの売上高を計上し、利益は1億1400万ユーロであった。

## 会社組織
フォイト・グループは、フォイト・ペーパー、フォイト・ハイドロ、フォイト・ターボ、フォイト・インダストリアル・サービスの4つの事業部門で構成されている。グループ全体の統括はフォイトAGの取締役会によって行われており、株主委員会と監査委員会によって補佐されている。

### フォイト・ペーパー
フォイト・ペーパー（Voith Paper）は、メッツォ（Metso）に次いで製紙業向けの機械供給で世界第2位で、パルプから最終製品まで製紙業務のあらゆる分野を支えている。フォイト・ペーパーの製品群としては、新聞紙、特殊用紙（装飾用紙、感熱紙、タバコ用の巻紙、包装用紙）、画用紙、トイレットペーパー、厚紙など各種の紙類の製造機械がある。世界中の紙の生産のおよそ3分の1は、フォイト・ペーパー製の生産システムによって行われている。
経営
ドイツ・ハイデンハイム、Voith Paper Holding GmbH & Co. KG
部門
Fiber Systems、Paper Machines - Graphic、Paper Machines - Board/Packaging、Fabrics、Finishing、Rolls、Automation
収益
2011/2012会計年度 約17億ユーロ（グループ全体の30%）
従業員
9,819人（2012年9月）

### フォイト・ハイドロ
フォイト・ハイドロ（Voith Hydro、かつてのフォイト・シーメンス水力発電 Voith Siemens Hydro Power Generation）は、フォイトとシーメンスの合弁企業で、水力発電所向けの装置を製造している。世界の水力による電気の約3分の1は、フォイト・シーメンス製のタービンと発電機によるものである。主な納入先としては、ナイアガラ滝発電所（1903年）、イタイプダム（1976年）、三峡ダム（2003年）などがある。
経営
ドイツ・ハイデンハイム、Voith Hydro GmbH & Co. KG
部門
Large Scale Projects、Small Hydro、Control and Automation Technologies、Integrated Service
収益
2011/2012会計年度 約13億ユーロ（グループ全体の23%）
従業員
5,087人（2012年9月）
製品
フランシス水車、ペルトン水車、カプラン水車などを含む水力発電用の総合的な装置、各種タービン向けの発電機、センサー、診断システム、周波数変換装置、保安装置、開閉装置、変圧器、発電所の自動制御装置、遠隔制御装置、コンサルティング、製造、据え付け、運用、既存発電所の修理と改良、揚水ポンプ、放射ポンプ、軸流ポンプ

### フォイト・ターボ
フォイト・ターボ（Voith Turbo）は、機械的、流体力学的、電気的な推進システムとブレーキシステムの製造を行っている。これらの製品は世界中で工場や自動車、鉄道車両で用いられている。ターボ・トランスミッション（Turbo-transmission）の分野では、フォイト・ターボは世界トップである。フォイトのリターダは流体ブレーキシステムの中では有名なものであり、商用車によく用いられている。これに加えて、他のフォイト製駆動システム、例えばシュナイダープロペラなどが船舶で使用されている。2005年からは従来の駆動系の供給だけでなくディーゼル機関車、フォイト・マキシマ (Voith Maxima) の生産にも参入した。2008年12月23日にはVoith Maxima - 40 C' C' ディーゼル機関車がドイツ連邦鉄道庁に承認された。
経営
ドイツ・ハイデンハイム、Voith Turbo GmbH & Co. KG
部門
Industrial、Road、Rail、Marine、Trading
収益
2011/12会計年度 約16億ユーロ（グループ全体の27%）
従業員
6,363人（2012年9月）
製品
流体クラッチ、可変流体クラッチ、可変遊星歯車"Vorecon"、トルクコンバータ、機械クラッチ、流体静止学部品、ヒルト平歯車、ユニバーサルシャフト、安全クラッチ、弾性クラッチ、蒸気タービン管制装置、ガスタービン管制装置、バス用自動変速機、リターダ、商用車用ショックアブソーバー、鉄道用駆動装置、差動装置、冷却装置、シャルフェンベルククラッチ、機関車技術、シュナイダープロペラ、フォイト・ウォーター・トラクター、フォイト・サイクロイダル・ラダー、フォイト・ターボ・フィン、フォイト・ウォーター・ジェット。

### フォイト・インダストリアル・サービス
フォイト・インダストリアル・サービス（Voith Industrial Services）は技術サービスを提供する会社である。工業的な保守作業や清掃作業、組み立て、工場管理、工程管理などを提供している。ドイッチェ・インダストリーヴァルトゥングAG（DIW: Deutsche Industriewartung AG）やプレミア・グループ（the Premier Group）、ヘルマン・インダストリアル・テクノロジーズ（Hörmann Industrial Technologies）などのフォイトの子会社によって提供されている。
経営
ドイツ・ハイデンハイム、Voith Industrial Services Holding GmbH
部門
Facility Service、Process Service
収益
2011/2012会計年度 約11億ユーロ（グループ全体の19%）
従業員
19,984人（2012年9月）
サービス
工場常駐管理、生産システムの技術清掃・保守、生産計画、技術、組立、保守、生産システム・機会の更新などの一貫した生産工程管理サービス

## フォイト一族

### ヨハン・マットヘウス・フォイト
1825年、ヨハン・マットヘウス・フォイト（Johann Matthäus Voith、1803年 - 1874年）は、父親のヨハネスから5人の職人と共に機械工場を引き継いだ。この工場の位置には現在でもフォイトの本社がある。この工場では、地域の製紙会社や織物工場向けに道具や予備部品などの生産を行っていた。
19世紀中ごろ、ヨハンは紡績機械、羊毛の再生機械、活字の開発を始めた。1848年、ハイデンハイムの製紙業者ハインリッヒ・フォエルター（Heinrich Voelter、1817年 - 1887年）と共に、木材パルプからの新しい方法を用いた紙の量産について開発を始めた。ヨハンは新しい処理方法を開発し、1859年に木材パルプを精製して最終的な紙製品の品質を改善する、Raffineurという機械を初めて作り出した。息子に会社を引き継いだ時、会社の従業員は30人になっていた。

### フリードリッヒ・フォイト
フリードリッヒ・フォイト（Friedrich Voith、1840年 - 1913年）もまた発明家で、ウーインゲン（Uhingen）の製紙工場向けに独自の木材粉砕装置を設計・製造し、当初のRaffineurの設計改良を行った。1869年に新しい設計に関して最初の特許を取得している。新しいパルプ処理装置はさらに紙の質を向上させ、大規模な量産を可能にして、近代的な新聞発行の礎を築いた。
ほぼ同時期にフリードリッヒは水力タービンの研究を開始し、1870年に最初の製品を納入した。1873年には最初のフランシス水車を製造し、またウィーン万国博覧会で彼の発明に対して功績メダルを受賞した。それ以降、フォイトでは製紙機械の個々の部品の生産に留まらず、さらなる方面へ進出することを決断した。1881年にJ. M. フォイト機械工場（Machinenfabrik J. M. Voith）という新しい製造工場を建設し、またドイツ・ゲムリッヒハイム（Gemmrigheim）の顧客、Raitelhuber, Bezner & Cir.に最初の一貫製紙機械を納入した。
19世紀頃には、フリードリッヒはヨーロッパ中から全世界を飛び回って新しい契約を取って回っていた。フォイトは製紙プロセスのあらゆる分野で用いられる機械を提供しており、この分野のマーケット・リーダーであった。彼の成果により、ヴュルテンベルク王のカール1世は1890年にフォイトを経済委員会のメンバーに加えた。またフリードリッヒは1903年にオーストリアのザンクト・ペルテンに最初の子会社を設立した。1913年にフリードリッヒが死去した時点で、彼のハイデンハイムとザンクト・ペルテンの工場では、彼自身の3人の息子、ヴァルター、ヘルマン、ハンスを含めて3,000人を超える人々が働いていた。

### ヴァルター・フォイトとヘルマン・フォイト
フリードリッヒ・フォイトの死去後、息子のヴァルター（Walther、1874年 - 1947年）、ヘルマン（Hermann、1878年 - 1942年）、ハンス（Hanns、1885年 - 1971年）が合同で会社の経営を行った。
ヴァルターはザンクト・ペルテンにある工場とその230人の従業員の担当をした。ヘルマンはハイデンハイムの工場を拠点に海外向け商取引の管理を行った。ハンスはハイデンハイムの技術部門の統括を担当した。彼らは協力して駆動技術に関する研究を発展させ、1929年に最初のフェッティンガーの原理（Föttinger Principle）に基づく流体クラッチとトランスミッションを製造した。

### ハンス・フォイト
2人の兄の死去後、ハンス・フォイトは会社の経営を1人で継承した。第二次世界大戦後、ハンスと重役会議長をしていたフーゴ・ルプフ（Hugo Rupf）は会社の新しい発展へ向けて動き始めた。ハンスの経営の元で製紙機械の開発と製造はさらに進歩した。さらにフォイトは海外進出や他の事業分野への投資も始め、いくつかの会社を買収した。この時期の特筆できることとしては、ブラジル・サンパウロに1964年にフォイト S.A.を設立したことが挙げられる。この少し後、1971年1月7日にハンスは死去した。

### 現在
フォイトはヨーロッパ最大級の同族経営企業であり、現在でもなおハンス・フォイトの家族が所有しているが、既に直接会社の経営には関与していない。現在では、会社はハイデンハイムの本社にある経営委員会によって運営されている。

## 会社の歴史

### 創業期
フォイトは、かつてのヴュルテンベルク王国で職人たちの小さな工場として創業した。1825年に、ヨハン・マットヘウス・フォイトが父親のヨハネスから5人の職人と共に、地域の工場向けの道具と部品を製造していた工場を引き継いだ。この場所は現在でもフォイトの本社が置かれている。
19世紀半ば、ヨハンは紡績機械と羊毛再生機械、印刷機械の開発を開始した。1848年、ハイデンハイムの製紙業者ハインリッヒ・フォエルターと共に紙の量産に向けて研究を開始した。その当時、紙の連続生産は原材料として用いられる繊維の不足によりうまくいっていなかった。木材は豊富な再生可能資源であり、代替物として検討されていた。木材パルプから紙を生産する方法に関する初期の特許が1846年にハインリッヒ・フォエルターとフリードリッヒ・ゴットロープ・ケラー（Friedrich Gottlob Keller）に与えられた。ヨハンはこの特許を研究し、ケラーの設計を大幅に改善した。この結果Raffineurと呼ばれる木材パルプを精製して紙の質を大幅に向上する機械が1859年に開発された。

### タービンの生産
1867年、ヨハンは30人の従業員になっていた会社を息子のフリードリッヒへ引き継いだ。同年、フリードリッヒはJ. M. フォイト機械工場（Maschinenfabrik J. M. Voith）という名で地域の商業登記簿に公式に会社を登録した。1869年にフォイトは初めての特許として、木材の粉砕機の特許を取得した。この木材粉砕機により、木材のセルロース繊維を経済的に利用して、紙の品質を向上し、近代的な新聞発行を可能にし、製紙工場を発展させる重要な一歩となった。1881年にゲムリッヒハイムのRaithelhuber, Bezner & Cieへ最初の一貫製紙機械を納めた。フォイトの発明は新しい市場を切り開き、急造した発注により会社は急速に成長した。1890年代半ばまでに、フォイトの機械は製紙業務の全ての工程をカバーしていた。
同じ時期、フォイトではタービンの開発を始めていた。1879年にアドルフ・プファール（Adolf Pfarr）の設計に基づくタービン用調速機を製造し、これにより水力による発電に向けて決定的な一歩となった。1890年にはフォイトは高圧オープンジェット式タービンを納入した。同年、フリードリッヒは彼のビジネスの成功から、ヴュルテンベルク王のカール1世に経済委員会に入って顧問をするように指名された。1892年の会社設立25周年の時点で、330人の従業員を抱えていて、当時のヴュルテンベルク王国で最大規模の会社であった。
1903年にオーストリアのザンクト・ペルテンに最初の子会社を設立し、また同年フォイト史上最大の発注を受け、12,000馬力の出力を持つ、ナイアガラの滝水力発電所向けの当時世界最大の発電用水車を製造することになった。

### フォイトの駆動技術
1911年、オーストリアのザンクト・ペルテン工場で、その当時で最速で最も幅の広いリール式印刷機を製造した。1913年にフリードリッヒが死去した時点で、フォイトは製紙業と発電業に強い3,000人規模の会社となっていた。彼の3人の息子は会社の経営の責任を分担し、ヴァルターがザンクト・ペルテン工場の責任を持ち、ヘルマンがハイデンハイムにおけるビジネス面を担当し、ハンスが技術部門を統括した。
第一次世界大戦後、兄弟は駆動技術部門に会社を進出させることを決めた。1922年、タービン製造によってつちかった流体技術を元にトランスミッションの工場の建設を始めた。これはヘルマン・フェッティンガー（Hermann Föttinger）の開拓した流体エネルギー変換に関する研究に助けられて、新たなブレークスルーをもたらした。同年、発明者のヴィクトル・カプランの名にちなむカプラン水車を初めて製造した。
1929年、フェッティンガーの原理に基づくフォイトの初めての流体クラッチがヘルデッケ揚水発電所（Herdecke）で使用された。それ以降、自動車用、鉄道用の同じようなトランスミッションが開発された。同時期に工場の生産設備向けに納められた流体駆動・トランスミッションでも知られている。さらに、フォイトを世界的に有名にした船舶向けのフォイト・シュナイダープロペラを送り出した。この新しい船舶駆動装置は、ウィーンの技術者エルンスト・シュナイダー（Ernst Schneider）によって発明され、フォイトによって改良されたもので、船舶の機動性をかなり改善することができた。
実験船の"Torqueo"での実験の成功を経て、1937年にフォイト・シュナイダープロペラがイタリア・ヴェネツィアの狭い運河で実用化された。1937年のパリ万国博覧会では、フォイト・シュナイダープロペラとフォイト・ターボ・トランスミッションの展示に関して3つの受賞をした。翌年パリの2隻の消防船が新しいフォイト・シュナイダープロペラシステムを装備して就役した。
1942年のヘルマンの死去後、ハンスが会社を引き継いだ。1945年4月24日には、ハンスが個人的にハイデンハイムの町をアメリカ軍に降伏させ、町は占領された。第二次世界大戦中、会社の4,000人の従業員中約600人が死亡するか行方不明となった。

### 国際化
第二次世界大戦後、ハンス・フォイトとフーゴ・ルプフ重役会議長は、会社を高成長路線へ向けた。戦後の最初の納入は1947年のノルウェー向けタービンであった。それ以降発注が増え始め、1949年に8基のフォイト・シュナイダープロペラをユナイテッド・アフリカ社へ、46基のフォイト・ターボ・トランスミッションをブラジルへ、1951年に新しい製紙機械をオランダへ納入した。同時期、フォイトの気動車向けトリプル・コンバータ・トランスミッションとバス向けトランスミッション"Diwa"により駆動技術の世界でマーケットリーダーとなった。1953年、フォイトはフェルトミューレAG（Feldmühle AG）向けにヨーロッパ最高速の新聞印刷機を納入した。この機械は1分間に600メートルのスピードで印刷し、1日に200トンの新聞を作ることができた。1958年のブリュッセル万国博覧会では、ドイツ連邦鉄道（後のドイツ鉄道）向け液体式ディーゼル機関車用の最初のトランスミッションの開発で金賞を受賞した。
1960年代を通じ、フォイトは急速に国際的な会社となっていった。1962年にルクセンブルクのフィアンデン（Vianden）にあるヨーロッパ最大の揚水発電所へ、2基のスパイラル・タービン、4基の揚水ポンプ、2基のポンプタービンを納入した。その後、世界でもっとも広幅の新聞印刷機をスウェーデンに納入した。1962年から1966年にかけて、インドのUtkal Machinery社とスペインのTalleres de Tolosa社に大規模な投資を行った。フォイトはさらに道具と製紙機械の製造会社であるデリーズ（Dörries）を買収し、イギリスとフランスに新しい営業事務所を設置した。さらに1964年にブラジル・サンパウロにフォイトS.A.を設立した。
1970年代、セントリマティック・クラッチ（centrimatic clutch）とR130リターダを商用車向けに開発した。アメリカでは、1974年にウィスコンシン州アップルトンに子会社を設立し、またオレゴン州ポートランドにあるモーデン・マシーンズ（Morden Machines）の大株主ともなった。2年後、フォイトは日本にも子会社を設立した。ハンスの死後、フーゴ・ルプフは1971年に会社の社長となり、1973年には取締役会会長となった。
1983年のアップルトン工場の取得後、フォイトはpaper machine clothing?の市場に参入した。また水力発電所運営でアメリカ市場で最大のペンシルベニア州ヨークのアリス・チャルマース（Allis Chalmers）を買収した。すぐにフォイトはアメリカにおける従業員を200人から1,300人まで増やしている。1985年、フォイトはインドにも参入し、ハイデラバードに工場を置いた。
1990年代には、極東での営業を拡大し、中国に注力した。1994年、広州第二揚水発電所にタービンを供給した。さらにその2年後、フォイトは世界最大の製紙機械の契約をした。また昆山と遼陽に1996年に生産工場を開設した。
1986年からフォイトのスポークスマンを務めているミヒャエル・ロゴウスキ（Michael Rogowski）の元で、会社は独立した事業部門と経営統括組織に組織変更した。1988年にはR115統合リターダを投入し、1989年にショーンガウ（Schongau）にヨーロッパ最大の脱インク工場を稼動させた。
1994年にはスイスのスルザー社と製紙事業部門を統合した。1999年にはイギリスのスキャパ（Scapa）の製紙事業運営を買収して、これによりmachine clothing技術でトップになった。翌年タービンと発電機技術の有力会社同士の合弁でフォイト・シーメンス水力発電が設立された。
2000年にはミヒャエル・ロゴウスキから会社の経営責任がヘルムート・コールマン（Hermut Kormann）に引き継がれた。コールマンの下で、総売上40億ユーロ、従業員34,000人の世界規模の企業となった。またフォイトは技術サービスの分野へも進出した。シュトゥットガルトのドイッチェ・インダストリーヴァルトゥンクAG（DIW: Deutsche Industriewartung AG）の支配権を取得したことで、新しいフォイト工業サービスという部門の基礎となった。この分野は近年かなりの成長をみせており、さらにイモー＝ヒューターグループ（Imo-Hüther Group）、USプレミアグループ（US Premier Group）、ヘルマン・インダストリアル・テクノロジーズ（Hörmann Industrial Technologies）などの会社も買収している。
2006年5月、フォイトの製紙技術センターがハイデンハイムに開設された。スコットランドにおけるフォイトの子会社、ウェーブジェン（Wavegen）は、最初の地域電力網に送電可能な波力発電装置を導入した。また、世界最強の液体式ディーゼル機関車、フォイト・マキシマ（Voith Maxima）を開発した。
2010年10月1日、持ち株会社はそれまでの株式会社 (AG)から有限会社 (GmbH) に組織変更した。

## 経営
2000年以降、取締役会会長はフーベルト・リーンハルト博士（Hubert Lienhard）である。監査委員会の議長は元ドイツ産業連盟議長のミヒャエル・ロゴウスキ博士である。またフォイト従業員協会の会長のゲルト・シャイブル（Gerd Schaible）が補佐をしている。